# Route nationale 615
Pour les articles homonymes, voir Route 615.
La route nationale 615, ou RN 615, est une ancienne route nationale française reliant Ille-sur-Têt à Céret.
À la suite de la réforme de 1972, elle a été déclassée en RD 615.

## Ancien tracé d'Ille-sur-Têt à Céret (D 615)
- Ille-sur-Têt
- Corbère-les-Cabanes
- Thuir, où elle rejoignait la RN 612
- Llupia
- Terrats
- Fourques
- Llauro
- Col de Llauro
- Céret